# Vòng loại giải vô địch bóng đá châu Âu 2024 (vòng play-off)
Loạt trận play-off của vòng loại giải vô địch bóng đá châu Âu 2024 là loạt trận quyết định nhằn chọn ra 3 đội tuyển giành quyền tham dự vòng chung kết giải vô địch bóng đá châu Âu 2024 diễn ra trên đất Đức. 12 đội tuyển tham dự vòng play-off sẽ được lựa chọn dựa trên thành tích thi đấu tại UEFA Nations League 2022–23. Các đội được chia thành ba nhánh đấu, mỗi nhánh gồm bốn đội, với mỗi chặng play-off gồm hai trận bán kết và một trận chung kết. Ba đội thắng trong trận play-off cùng đội chủ nhà Đức và 20 đội tuyển khác giành quyền tham dự giải vô địch bóng đá châu Âu 2024.

## Thể thức
12 đội tham dự vòng play-off sẽ được chọn dựa trên thành tích tại UEFA Nations League 2022–23. Các đội này được chia thành ba nhánh, mỗi nhánh có bốn đội, với một đội từ mỗi nhánh đủ điều kiện cho vòng chung kết.
Thể thức tương tự như thể thức của vòng play-off UEFA Euro 2020. Tuy nhiên, do có ít hơn một suất tham dự vòng loại (vì không có chủ nhà nào đủ điều kiện tự động tham dự UEFA Euro 2020) và UEFA Nations League đã được tái cấu trúc từ mùa giải 2020–21, các trận play-off giờ chỉ có ba chặng, với số suất hiện đã được rút gọn. Hạng đấu D không còn có nhánh riêng.

### Lựa chọn đội
Dựa trên bảng xếp hạng của Nations League, mười hai đội được chọn sẽ được chọn như sau, bắt đầu từ hạng đấu C và lên đến hạng đấu A:
1. Tất cả những đội nhất bảng có sẵn sẽ được chọn.
2. Nếu một đội nhất bảng đã vượt qua vòng loại UEFA Euro 2024 trực tiếp thì đội đó sẽ được thay thế bằng đội có thứ hạng tốt tiếp theo từ cùng một hạng đấu cũng không vượt qua vòng loại trực tiếp.
3. Nếu có ít hơn bốn đội từ một hạng đấu nhất định không đủ điều kiện thì các vị trí còn lại cho hạng đấu đó sẽ được phân bổ như sau:
  1. Đội nhất bảng xếp hạng của hạng đấu D có thứ hạng cao hơn sẽ được chọn, trừ khi đội này đã vượt qua vòng loại trực tiếp.
  2. Các vị trí còn lại sẽ được phân bổ dựa trên xếp hạng chung của Nations League:
    - Nếu giải đấu có một đội nhất bảng được chọn tham dự vòng play-off, thì đội có thành tích tốt tiếp theo trong bảng xếp hạng tổng thể từ một hạng đấu thấp hơn sẽ được chọn.
    - Nếu hạng đấu không có đội nhất bảng thì đội đứng nhất bảng xếp hạng tổng thể sẽ được chọn.

### Phân bổ nhánh
Mười hai đội được chọn sau đó sẽ được phân bổ vào các nhánh có bốn đội. Việc bốc thăm để phân bổ các đội vào các nhánh khác nhau sẽ tuân theo các điều kiện chung sau:
- Nếu bốn đội trở lên từ một hạng đấu tham dự vòng play-off, một nhánh với bốn đội từ hạng đấu đó phải được hình thành.
- Đội nhất hạng đấu B và C không thể nằm cùng nhánh với một đội từ hạng đấu cao hơn.
- Các điều kiện bổ sung có thể được áp dụng, bao gồm các nguyên tắc về hạt giống, tùy thuộc vào sự chấp thuận của Ủy ban điều hành UEFA.

Với những điều kiện này, thủ tục bốc thăm như sau, bắt đầu từ hạng đấu C và lên đến hạng đấu A:
- Nếu có bốn đội có sẵn trong một hạng đấu nhất định thì tạo thành một nhánh với bốn đội này.
- Nếu có nhiều hơn bốn đội trong một hạng đấu nhất định thì bốc thăm xem bốn đội nào sẽ tham gia vào nhánh đấu.
  - Các đội còn lại sẽ được đưa vào một nhánh của một hạng đấu cao hơn.
- Nếu có ít hơn bốn đội có sẵn trong một hạng đấu nhất định thì bốc thăm các đội có sẵn và đủ điều kiện từ các hạng đấu khác để bốn đội tạo thành một nhánh đấu của hạng đấu nhất định.

### Các cặp đấu và quy tắc
Mỗi trận play-off sẽ có hai trận bán kết lượt đi và một trận chung kết lượt đi, diễn ra vào tháng 3 năm 2024. Ở các trận bán kết của mỗi nhánh, dựa trên thứ hạng của Nations League, đội có thứ hạng tốt nhất sẽ là chủ nhà đối đầu với đội có thành tích tốt thứ tư, và đội có thành tích tốt thứ hai sẽ tiếp đội có thành tích tốt thứ ba. Chủ nhà của trận chung kết sẽ được xác định thông qua bốc thăm giữa hai cặp bán kết.
Các trận play-off được diễn ra theo thể thức loại trực tiếp một lượt. Nếu có tỷ số hòa trong thời gian thi đấu chính thức, hiệp phụ sẽ được diễn ra, sau đó là loạt sút luân lưu nếu tỷ số vẫn hòa.

## Các đội được chọn
Quá trình lựa chọn đội, sử dụng một bộ tiêu chí, sẽ xác định 12 đội sẽ thi đấu vòng play-off dựa trên xếp hạng tổng thể của Nations League.

| Hạng  | Đội          |
| ----- | ------------ |
| 1 ĐNB | Tây Ban Nha  |
| 2 ĐNB | Croatia      |
| 3 ĐNB | Ý            |
| 4 ĐNB | Hà Lan       |
| 5     | Đan Mạch     |
| 6     | Bồ Đào Nha   |
| 7     | Bỉ           |
| 8     | Hungary      |
| 9     | Thụy Sĩ      |
| 10    | Đức          |
| 11    | Ba Lan       |
| 12    | Pháp         |
| 13    | Áo           |
| 14    | Cộng hòa Séc |
| 15    | Anh          |
| 16    | Wales        |

| Hạng   | Đội                  |
| ------ | -------------------- |
| 17 ĐNB | Israel               |
| 18 ĐNB | Bosna và Hercegovina |
| 19 ĐNB | Serbia               |
| 20 ĐNB | Scotland             |
| 21     | Phần Lan             |
| 22     | Ukraina              |
| 23     | Iceland              |
| 24     | Na Uy                |
| 25     | Slovenia             |
| 26     | Cộng hòa Ireland     |
| 27     | Albania              |
| 28     | Montenegro           |
| 29     | România              |
| 30     | Thụy Điển            |
| 31     | Armenia              |
| 32     | Nga ‡                |

| Hạng   | Đội            |
| ------ | -------------- |
| 33 ĐNB | Gruzia         |
| 34 ĐNB | Hy Lạp         |
| 35 ĐNB | Thổ Nhĩ Kỳ     |
| 36 ĐNB | Kazakhstan     |
| 37     | Luxembourg     |
| 38     | Azerbaijan     |
| 39     | Kosovo         |
| 40     | Bulgaria       |
| 41     | Quần đảo Faroe |
| 42     | Bắc Macedonia  |
| 43     | Slovakia       |
| 44     | Bắc Ireland    |
| 45     | Síp            |
| 46     | Belarus        |
| 47     | Litva          |
| 48     | Gibraltar      |

| Hạng  | Đội           |
| ----- | ------------- |
| 49 BD | Estonia       |
| 50    | Latvia        |
| 51    | Moldova       |
| 52    | Malta         |
| 53    | Andorra       |
| 54    | San Marino    |
| 55    | Liechtenstein |

Chú thích
- ĐNB Đội nhất bảng từ hạng đấu A, B hoặc C
- BD Đội nhất bảng từ hạng đấu D
- Đội được in đậm giành quyền vào vòng play-off
- Đội đủ điều kiện giành quyền trực tiếp vào vòng chung kết
- Chủ nhà
- ‡  Bị cấm tham dự vòng loại

## Hạt giống
Việc bốc thăm vòng play-off sẽ tuân theo các quy tắc hình thành nhánh đấu để xác định các nhánh mà những đội có thành tích tốt nhất không thuộc hạng đấu sẽ tham gia. Ba lượt rút thăm riêng biệt để xác định chủ nhà của trận chung kết play-off của mỗi nhánh cũng sẽ diễn ra giữa những đội thắng trong các cặp bán kết.
| Rank | Đội      |
| ---- | -------- |
| 1    | Ba Lan   |
| 2    | Wales    |
| 3    | Phần Lan |
| 4    | Estonia  |

| Rank | Đội                  |
| ---- | -------------------- |
| 1    | Israel               |
| 2    | Bosna và Hercegovina |
| 3    | Ukraina              |
| 4    | Iceland              |

| Rank | Đội        |
| ---- | ---------- |
| 1    | Gruzia     |
| 2    | Hy Lạp     |
| 3    | Kazakhstan |
| 4    | Luxembourg |

## Lịch thi đấu
Các trận bán kết sẽ diễn ra vào ngày 21 tháng 3 năm 2024, các trận chung kết sẽ diễn ra sau đó 5 ngày, vào ngày 26 tháng 3 năm 2024.
Thời gian là CET (UTC+1), được xác nhận bởi UEFA (giờ địa phương được đặt trong ngoặc đơn).

## Nhánh A
Đội thắng ở Nhánh A là Ba Lan vào bảng D của vòng chung kết.

### Sơ đồ
|  | Bán kết                       | Bán kết |                               |       | Chung kết | Chung kết |
|  |                               |         |                               |       |           |           |
|  | 21 tháng 3 năm 2024 – Cardiff |         |                               |       |           |           |
|  |                               |         |                               |       |           |           |
|  | Wales                         | 4       |                               |       |           |           |
|  | Wales                         | 4       | 26 tháng 3 năm 2024 – Cardiff |       |           |           |
|  | Phần Lan                      | 1       |                               |       |           |           |
|  | Phần Lan                      | 1       | Wales                         | 0 (4) |           |           |
|  | 21 tháng 3 năm 2024 – Warsaw  |         | Wales                         | 0 (4) |           |           |
|  |                               | Ba Lan  | 0 (5)                         |       |           |           |
|  | Ba Lan                        | Ba Lan  | 0 (5)                         | 5     |           |           |
|  | Ba Lan                        |         |                               | 5     |           |           |
|  | Estonia                       | 1       |                               |       |           |           |
|  | Estonia                       | 1       |                               |       |           |           |

### Tóm tắt
| Đội 1     | Tỉ số                | Đội 2    |
| --------- | -------------------- | -------- |
| Bán kết   |                      |          |
| Ba Lan    | 5–1                  | Estonia  |
| Wales     | 4–1                  | Phần Lan |
| Chung kết |                      |          |
| Wales     | 0–0 (s.h.p.) (4–5 p) | Ba Lan   |

### Bán kết
| Ba Lan                                                                                 | 5–1      | Estonia      |
| -------------------------------------------------------------------------------------- | -------- | ------------ |
| - Frankowski 22' - Zieliński 50' - Piotrowski 70' - Mets 74' (l.n.) - S. Szymański 76' | Chi tiết | - Vetkal 78' |

| Wales                                                   | 4–1      | Phần Lan    |
| ------------------------------------------------------- | -------- | ----------- |
| - Brooks 3' - Williams 38' - Johnson 47' - D. James 86' | Chi tiết | - Pukki 45' |

### Chung kết
| Wales                                              | 0–0 (s.h.p.) | Ba Lan                                                        |
| -------------------------------------------------- | ------------ | ------------------------------------------------------------- |
|                                                    | Chi tiết     |                                                               |
| Loạt sút luân lưu                                  |              |                                                               |
| - B. Davies - Moore - Wilson - Williams - D. James | 4–5          | - Lewandowski - S. Szymański - Frankowski - Zalewski - Piątek |

## Nhánh B
Đội thắng ở Nhánh B là Ukraina được vào bảng E ở vòng chung kết.

### Sơ đồ
|  | Bán kết                        | Bán kết |                               |   | Chung kết | Chung kết |
|  |                                |         |                               |   |           |           |
|  | 21 tháng 3 năm 2024 – Zenica   |         |                               |   |           |           |
|  |                                |         |                               |   |           |           |
|  | Bosna và Hercegovina           | 1       |                               |   |           |           |
|  | Bosna và Hercegovina           | 1       | 26 tháng 3 năm 2024 – Wrocław |   |           |           |
|  | Ukraina                        | 2       |                               |   |           |           |
|  | Ukraina                        | 2       | Ukraina                       | 2 |           |           |
|  | 21 tháng 3 năm 2024 – Budapest |         | Ukraina                       | 2 |           |           |
|  |                                | Iceland | 1                             |   |           |           |
|  | Israel                         | Iceland | 1                             | 1 |           |           |
|  | Israel                         |         |                               | 1 |           |           |
|  | Iceland                        | 4       |                               |   |           |           |
|  | Iceland                        | 4       |                               |   |           |           |

### Tóm tắt
| Đội 1                | Tỉ số | Đội 2   |
| -------------------- | ----- | ------- |
| Bán kết              |       |         |
| Israel               | 1–4   | Iceland |
| Bosna và Hercegovina | 1–2   | Ukraina |
| Chung kết            |       |         |
| Ukraina              | 2–1   | Iceland |

### Bán kết
| Israel               | 1–4      | Iceland                                         |
| -------------------- | -------- | ----------------------------------------------- |
| - Zahavi 31' (ph.đ.) | Chi tiết | - A. Guðmundsson 39', 83', 87' - Traustason 42' |

| Bosna và Hercegovina    | 1–2      | Ukraina                      |
| ----------------------- | -------- | ---------------------------- |
| - Matviyenko 56' (l.n.) | Chi tiết | - Yaremchuk 85' - Dovbyk 88' |

### Chung kết
| Ukraina                      | 2–1      | Iceland              |
| ---------------------------- | -------- | -------------------- |
| - Tsyhankov 54' - Mudryk 84' | Chi tiết | - A. Guðmundsson 30' |

## Nhánh C
Đội thắng ở Nhánh C là Gruzia được vào bảng F ở vòng chung kết.

### Sơ đồ
|  | Bán kết                       | Bán kết |                               |       | Chung kết | Chung kết |
|  |                               |         |                               |       |           |           |
|  | 21 tháng 3 năm 2024 – Tbilisi |         |                               |       |           |           |
|  |                               |         |                               |       |           |           |
|  | Gruzia                        | 2       |                               |       |           |           |
|  | Gruzia                        | 2       | 26 tháng 3 năm 2024 – Tbilisi |       |           |           |
|  | Luxembourg                    | 0       |                               |       |           |           |
|  | Luxembourg                    | 0       | Gruzia (p)                    | 0 (4) |           |           |
|  | 21 tháng 3 năm 2024 – Athens  |         | Gruzia (p)                    | 0 (4) |           |           |
|  |                               | Hy Lạp  | 0 (2)                         |       |           |           |
|  | Hy Lạp                        | Hy Lạp  | 0 (2)                         | 5     |           |           |
|  | Hy Lạp                        |         |                               | 5     |           |           |
|  | Kazakhstan                    | 0       |                               |       |           |           |
|  | Kazakhstan                    | 0       |                               |       |           |           |

### Tóm tắt
| Đội 1     | Tỉ số                | Đội 2      |
| --------- | -------------------- | ---------- |
| Bán kết   |                      |            |
| Gruzia    | 2–0                  | Luxembourg |
| Hy Lạp    | 5–0                  | Kazakhstan |
| Chung kết |                      |            |
| Gruzia    | 0–0 (s.h.p.) (4–2 p) | Hy Lạp     |

### Bán kết
| Gruzia                | 2–0      | Luxembourg |
| --------------------- | -------- | ---------- |
| - Zivzivadze 40', 63' | Chi tiết |            |

| Hy Lạp                                                                                   | 5–0      | Kazakhstan |
| ---------------------------------------------------------------------------------------- | -------- | ---------- |
| - Bakasetas 9' (ph.đ.) - Pelkas 15' - Ioannidis 37' - Kourbelis 40' - Tapalov 85' (l.n.) | Chi tiết |            |

### Chung kết
| Gruzia                                                            | 0–0 (s.h.p.) | Hy Lạp                                             |
| ----------------------------------------------------------------- | ------------ | -------------------------------------------------- |
|                                                                   | Chi tiết     |                                                    |
| Loạt sút luân lưu                                                 |              |                                                    |
| - Kochorashvili - Davitashvili - Mikautadze - Dvali - Kvekveskiri | 4–2          | - Bakasetas - Masouras - Bouchalakis - Giakoumakis |

## Cầu thủ ghi bàn
Đang có 29 bàn thắng ghi được trong 9 trận đấu, trung bình 3.22 bàn thắng mỗi trận đấu (tính đến ngày 26 tháng 3 năm 2024).
4 bàn thắng
- Albert Guðmundsson

2 bàn thắng
- Budu Zivzivadze

1 bàn thắng
- Martin Vetkal
- Teemu Pukki
- Anastasios Bakasetas
- Fotis Ioannidis
- Dimitrios Kourbelis
- Dimitrios Pelkas
- Arnór Ingvi Traustason
- Eran Zahavi
- Przemysław Frankowski
- Jakub Piotrowski
- Sebastian Szymański
- Piotr Zieliński
- Artem Dovbyk
- Mykhailo Mudryk
- Viktor Tsyhankov
- Roman Yaremchuk
- David Brooks
- Daniel James
- Brennan Johnson
- Neco Williams

1 bàn phản lưới nhà
- Karol Mets (trong trận gặp Ba Lan)
- Yerkin Tapalov (trong trận gặp Hy Lạp)
- Mykola Matviyenko (trong trận gặp Bosna và Hercegovina)

## Kỷ luật
Một cầu thủ sẽ tự động bị treo giò trong trận đấu tiếp theo vì các vi phạm sau:
- Nhận thẻ đỏ (đình chỉ thẻ đỏ có thể được gia hạn nếu vi phạm nghiêm trọng)

Thẻ vàng bị treo giò từ vòng bảng loại không được chuyển sang trận play-off, trận chung kết hoặc bất kỳ trận đấu quốc tế nào khác trong tương lai.
| Đội                  | Cầu thủ               | Vi phạm | Bị cấm trận đấu tiếp theo          |
| -------------------- | --------------------- | --- | ---------------------------------- |
| Bosna và Hercegovina | Renato Gojković       | ở Bảng J gặp Slovakia (19/11/2023)                                                                               | Bán kết với Ukraina (21/3/2024)    |
| Estonia              | Maksim Paskotši       | ở Bán kết gặp Ba Lan (21/3/2024)                                                                                 |                                    |
| Gruzia               | Khvicha Kvaratskhelia | ở Bảng A gặp Tây Ban Nha (8/9/2023) · ở Bảng A gặp Scotland (16/11/2023) · ở Bảng A gặp Tây Ban Nha (19/11/2023) | Bán kết với Luxembourg (21/3/2024) |
| Israel               | Roy Revivo            | ở Bán kết gặp Iceland (21/3/2024)                                                                                |                                    |
| Kazakhstan           | Nuraly Alip           | ở Bảng H gặp Bắc Ireland (19/6/2023) · ở Bảng H gặp Đan Mạch (14/10/2023) · ở Bảng H gặp Slovenia (20/11/2023)   | Bán kết gặp Hy Lạp (21/3/2024)     |
| Luxembourg           | Danel Sinani          | ở Bảng J gặp Liechtenstein (19/11/2023)                                                                          | Bán kết gặp Gruzia (21/3/2024)     |
| Luxembourg           | Maxime Chanot         | ở Bán kết gặp Gruzia (21/3/2024)                                                                                 |                                    |